# Патрус, Иван Иванович
Иван Иванович Патрус (1836 — 1897) — начальник Ижевского и Императорского Тульского оружейных заводов, генерал-лейтенант.

## Биография
Потомственный дворянин, уроженец Московской губернии, православного вероисповедания. Общее и военное образование получил во 2-м Московском кадетском корпусе, который окончил в 1854 году.
«В службу вступил прапорщиком из кадет 2-го Московского кадетского корпуса в №2-го конно-артиллерийскую легкую батарею в 1-й конно-артиллерийской бригаде при 1-й лёгкой кавалерийской дивизии». В составе 1-й конно-артиллерийской бригады принял участие в Крымской войне 1854—1856 гг., в частности, в обороне Севастополя. После окончания войны продолжил службу в 1-й конно-артиллерийской бригаде, а затем был переведён в Севастопольскую крепостную артиллерию.
В июле 1862 года поручик И. И. Патрус был направлен на Тульский оружейный завод и состоял в нём при управляющем заводом. С 1870 по 1873 годы был командиром артиллерийского арсенала Одесского военного округа.
В 1873 году сменил подполковника Василия Александровича Ложкина в должности начальника Ижевской оружейной школы, готовившей оружейных мастеров — специалистов по ремонту стрелкового оружия в войсках.
В 1884 году И. И. Патрус был назначен начальником Ижевского оружейного и сталелитейного завода после передачи завода в казённое управление. Был организатором создания в Ижевске военной общественной организации — Ижевского офицерского собрания.
В 1890 году возглавил Императорский Тульский оружейный завод (ТОЗ) после скоропостижной кончины начальника ТОЗ генерал-майора Ивана Александровича Дружинина. Назначение И. И. Патруса начальником ведущего оружейного предприятия России было признанием его заслуг в деле руководства оборонным предприятием, его личного боевого и военного опыта и знаний. К сожалению И. И. Патрусу не удалось долго пробыть на этом посту. Уже в июне 1892 года он был вынужден уйти в отпуск по состоянию здоровья. А в октябре того же года он издал свой последний приказ по заводу, в котором сообщил о своей болезни — эмфизема лёгких и общее нервное расстройство. Указал на невозможность вследствие этой болезни продолжать службу. В том же приказе он тепло попрощался со всеми своими подчинёнными и поблагодарил их за службу.
В 1892 году он отбыл в распоряжение Главного артиллерийского управления. Высочайшим приказом от 27 сентября 1894 года И. И. Патрус был «произведен в генерал-лейтенанты, с увольнением от службы с мундиром и с пенсиею».
Был женат на Анне Ивановне, уроженке Калужской губернии, и имел двух дочерей.
Скончался в Севастополе 5 марта 1897 года. Похоронен на Севастопольском городском кладбище (старое городское кладбище).

## Награды
- Орден Святого Станислава 3-й ст.,
- Орден Святой Анны 3-й ст.,
- Орден Святого Станислава 2-й ст., 1874 г.
- Орден Святого Владимира 4-й ст. с бантом за 25 лет, 1880 г.[11]
- Орден Святой Анны 2-й ст., 1881 г.
- Орден Святого Владимира 3-й ст., 1883 г.
- Орден Святого Станислава 1-й ст., 1891 г.
- Сербский орден Такова 2-й ст., 1892 г.

## Производство в чинах
- Прапорщик, 1854 г.
- Подпоручик, 1856 г.
- Поручик, 1859 г.
- Штабс-капитан, 1867 г.
- Капитан, 1868 г.
- Подполковник, 1871 г.
- Полковник, 1877 г.
- Генерал-майор, 1887 г.
- Генерал-лейтенант, 1894 г.